# Якоб, Орест Фёдорович
Орест Фёдорович Я́коб (1897—1975) — инженер-конструктор, кораблестроитель, в годы Великой Отечественной войны начальник КБ судостроительного завода имени А. А. Жданова, главный конструктор эскадренных миноносцев проекта 7У и 57 бис. Лауреат Сталинской премии первой степени.

## Биография
Родился 12 (24) октября 1897 года в городе Великие Луки. Учился в гимназии, уже в 5-м классе которой решил стать кораблестроителем. Собирал открытки, вырезки из газет и журналов с видами кораблей.
Летом и осенью 1921 года работал на пароходе «Кречет» кочегаром второго класса, и кроме исполнения своих прямых обязанностей участвовал в работе по чистке и приготовлению к плаванию котлов, главной машины и вспомогательных механизмов.
В 1925 году окончил кораблестроительный факультет ЛПИ имени М. И. Калинина.

### Кораблестроитель
С 20 февраля 1925 года начал работать инженером-конструктором на судостроительном заводе имени А. А. Жданова (завод № 190). В 1925—1926 годах вместе с однокурсником по институту В. А. Никитиным участвовал в разработке чертежей для переоборудования недостроенного лёгкого крейсера «Адмирал Спиридов» типа «Светлана» в нефтеналивное судно «Грознефть». Затем проектировал первые советские рефрижераторные теплоходы «Андрей Жданов» и «Мария Ульянова», рыболовные траулеры. Когда развернулись работы на эскадренных миноносцах типа «Новик», доставшихся от старого флота, О. Ф. Якоб принимал участие в достройке и модернизации эсминцев «Валерьян Куйбышев» (бывший «Капитан Керн») и «Калинин» (бывший «Прямислав»). С 1930 года работал начальником участка корпусного цеха, а затем заместителем начальника цеха. В 1932 году назначен начальником группы, главным конструктором конструкторского бюро верфи. Перед войной под руководством О. Ф. Якоба были разработаны проекты модернизации эсминцев «Карл Маркс», «Яков Свердлов», «Войков» и «Сталин». В 1933—1937 годах участвовал в создании лидеров «Ленинград» и «Минск». В 1937 году ему поручили возглавить переработку проекта миноносок проекта номер 7 — не изменяя корпуса, создать эскадренный миноносец с эшелонным расположением машин и котлов. Изменения должны были быть минимальными, чтобы сохранить оснастку, имеющуюся на заводах, и не сорвать производственных программ выпуска кораблей. Задание было выполнено, и в октябре 1939 года был спущен на воду первый эскадренный миноносец проекта «7-у» — «Сторожевой». Был автором проекта последнего предвоенного типа эсминцев проекта 35. В 1939 году также принимал участие в создании новых сторожевых кораблей типа «Ястреб» и тральщиков.

### В годы Великой Отечественной войны
Все годы Великой Отечественной войны работал в блокадном Ленинграде главным конструктором завода, руководил ремонтом повреждённого авиабомбой лидера «Минск», сторожевых кораблей «Тайфун» и «Вихрь», а также разработкой проектов восстановления и довооружения кораблей Балтийского флота. Спроектировал и организовал работы по ледовой защите лёгких кораблей, разработал инструкции по живучести и остойчивости эсминцев, спроектировал перевооружение лёгких кораблей в целях усиления зенитного огня и противолодочных средств. В 1942 году разработал таблицы быстрого определения элементов аварийного корабля и расчёты выпрямления крена и дифферента миноносцев, а также методику их использования в боевых условиях. По оригинальному проекту Ореста Фёдоровича был построен и сдан флоту один двухмоторный 100 тонный тендер для водной трассы «Дороги жизни». Создал уникальный проект спуска на воду подводной лодки «М-90», считавшийся не выполнимым без помощи плавучих кранов в условиях бомбардировки завода. В 1943 году был назначен начальником конструкторского бюро и награждён орденом Красной Звезды.

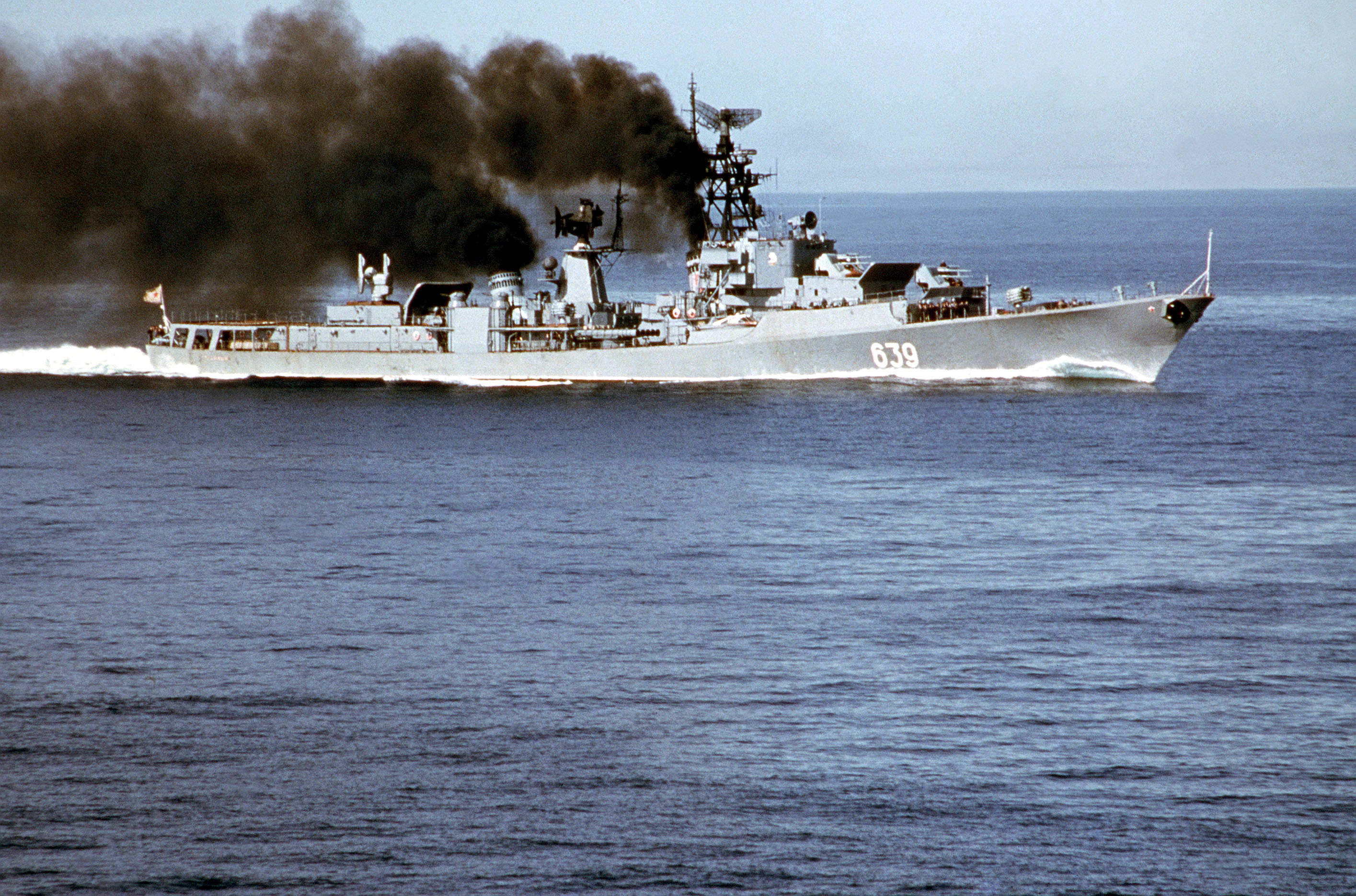
Эскадренные миноносцы проекта 57-бис типа «Гневный»

### После войны
С 1946 года О. Ф. Якоб являлся заместителем главного инженера — начальником проектного отдела ЦКБ-5З. Руководил проектными работами по проектам эскадренных миноносцев З0-К, З0-бис типа «Сильный». Был заместителем главного конструктора эскадренных миноносцев проекта 41 типа «Нестрашимый».
В 1952 году вступил в члены КПСС. В 1956 году Орест Фёдорович назначен главным конструктором модернизации и переоборудования эскадренных миноносцев проекта 56, затем главным конструктором эсминцев проекта 57-бис типа «Гневный».
С 1966 года персональный пенсионер. На пенсии продолжал работать на судостроительном заводе ведущим конструктором, а затем консультантом на общественных началах, в 1974—1975 годах был членом комиссии по созданию музея судостроения в Ленинграде. Якоб изучал историю военного кораблестроения, написал монографию «Действия миноносцев Российского военного флота», где подробно проанализировал действия кораблей во время межокеанского перехода в составе 2-й Тихоокеанской эскадры, участии миноносцев в Цусимском сражении и в годы Первой мировой войны на Балтийском и Чёрном морях. В 1972 году опубликовал свою статью «Развитие и боевое использование миноносцев» в журнале «Судостроение». В последние годы своей жизни работал над книгой воспоминаний «Мой путь в кораблестроении. Воспоминания главного конструктора», которая была опубликована издательством «Гангут» в 2015 году.
Умер в 1975 году. Похоронен в Ленинграде на Серафимовском кладбище.

## Семья
Орест Фёдорович был женат на Ирине Юльевне Бетхер-Остренко (1921—1995). Его сын (от первого брака) погиб в первые годы Великой Отечественной войны.

## Награды и премии
- орден Ленина[22]
- орден Красной Звезды (9.12.1942)[9]
- орден «Знак Почёта»[22]
- медали[22]
- Сталинская премия первой степени (1951) — за работу в области техники[5].